# Passes Peak
Passes Peak är en bergstopp i Antarktis. Den ligger i Västantarktis. Argentina, Chile och Storbritannien gör anspråk på området. Toppen på Passes Peak är 535 meter över havet, eller 134 meter över den omgivande terrängen. Bredden vid basen är 2,4 km.
Terrängen runt Passes Peak är huvudsakligen kuperad. Trakten är glest befolkad. Närmaste befolkade plats är Esperanza Base, 5,8 kilometer nordost om Passes Peak.